# Thường Sơn
Thường Sơn (chữ Hán phồn thể:常山縣, chữ Hán giản thể: 常山县, âm Hán Việt: Thường Sơn huyện) là một huyện thuộc địa cấp thị Cù Châu, tỉnh Chiết Giang, Cộng hòa Nhân dân Trung Hoa. Huyện Thường Sơn có diện tích 1.099 kilômét vuông, dân số 320.000 người. Mã số bưu chính của Thường Sơn là 324200. Chính quyền nhân dân huyện đóng ở số 29, phố Thắng Lợi, trấn Thiên Mã.
Về mặt hành chính, huyện Thường Sơn được chia thành 7 trấn, 14 hương. Tổng cộng có 11 khu cư dân, 341 thôn hành chính.
- Trấn: Thiên Mã, Chiêu Hiền, Huy Phụ, Phương Thôn, Cầu Xuyên, Bạch Thạch, Thanh Thạch.
- Hương: Hà Gia, Tống Phán, Đông Lỗ, Tân Kiều, Giáp Dung, Tân Xương, Kim Nguyên, Long Nhiễu, Đồng Cung, Kiềm Khẩu, Đại Kiều Đầu, Ngũ Lý, Đông Án, Các Để.